# NGC 3545
NGC 3545 este o galaxie eliptică situată în constelația Ursa Mare. A fost descoperită în 26 martie 1884 de către Édouard Stephan⁠(d).